# Réserve naturelle de Juveren
La réserve  naturelle de Juveren  (environ 44 hectares, dont près de 32,5 de surface aquatique) est une réserve naturelle norvégienne située dans la commune de Ringerike, Comté de Buskerud, et qui se compose d'une bras-mort issu de Storelva et formant un lac qui a une connexion à la rivière à travers un court et étroit canal. La réserve est protégée en vertu de la convention de Ramsar et est une partie à la fois du Système de zones humides de Nordre Tyrifjorden et de la Zone de conservation des oiseaux de Tyrifjorden. Toute la région est très importante pour les oiseaux migrateurs au printemps et à l'automne, mais il dispose également d'une flore unique et de diverses autres espèces. Un certain nombre d'oiseaux y niche également. La réserve est très important pour les oiseaux des milieux humides.
La réserve a été créée le 28 juin 1985 afin de préserver une zone humide particulièrement riche. Juveren est l'un des sites d'oiseaux les plus riches  du comté de Buskerud. Ce site est à la fois utilisé par les oiseaux migrateurs comme aire de repos pour lors migrations et par d'autres oiseaux comme lieu de couvaison. Parmi les oiseaux nicheurs on trouve cygne tuberculé, foulque macroule et poule d'eau. Au total, 40 espèces des zones humides ont été identifiées.
Juveren a été également connu pour la pêche de la  perche, du brochet et de la brème, mais en raison de la prolifération de la végétation le long des berges, celles-ci deviennent de plus en plus inaccessibles.

## Galerie

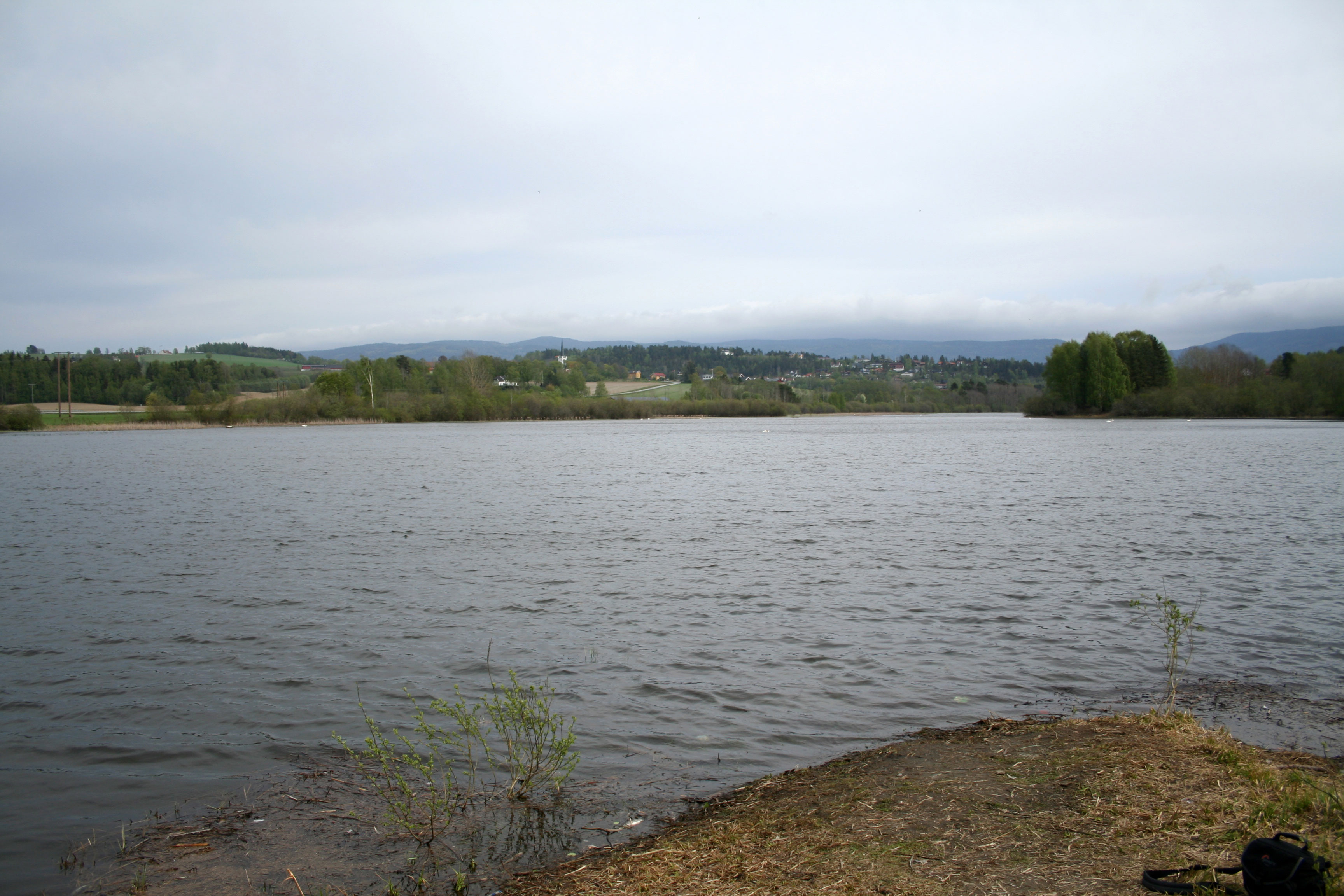
Juveren.
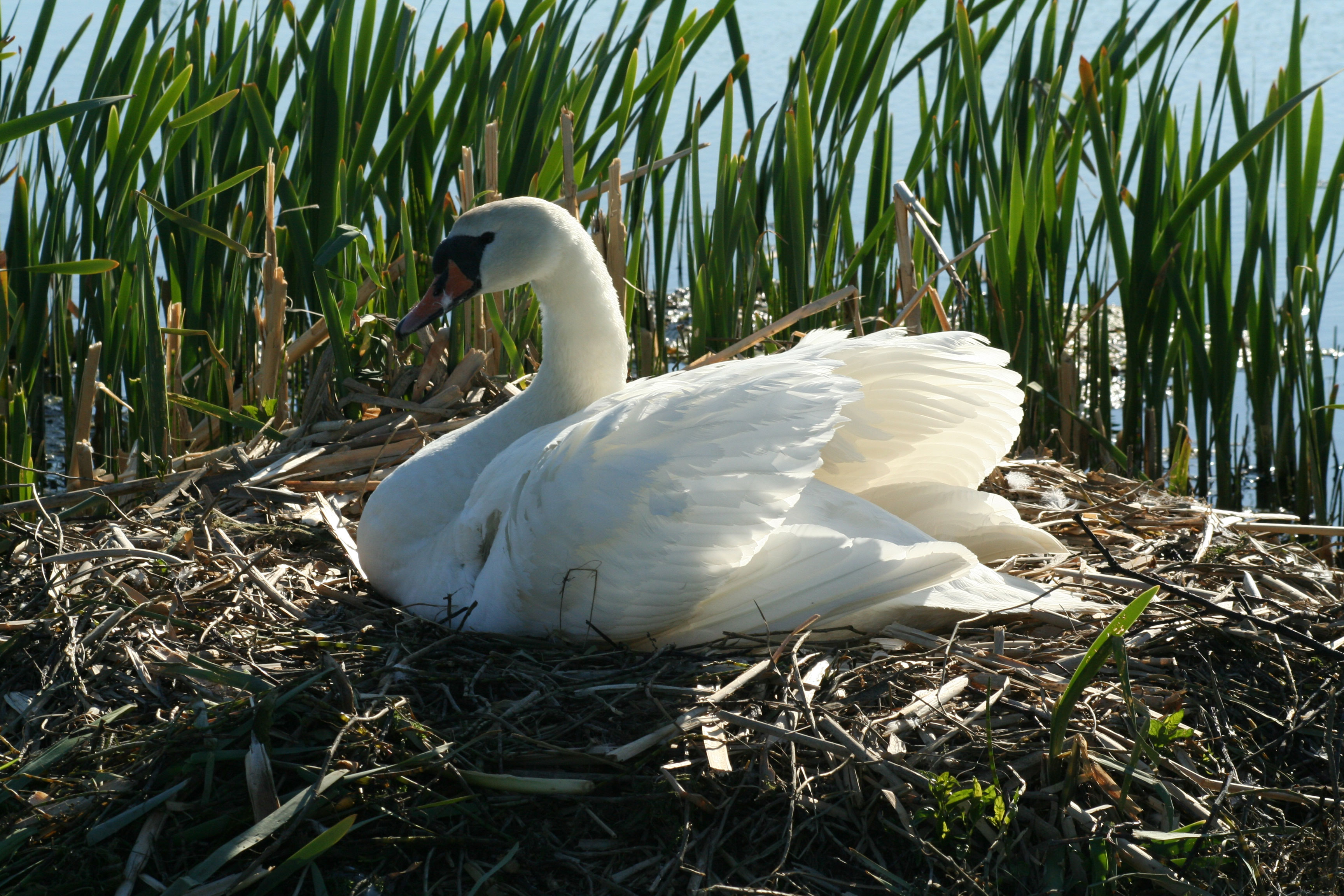
Cygne tuberculé dans la réserve de Juveren.
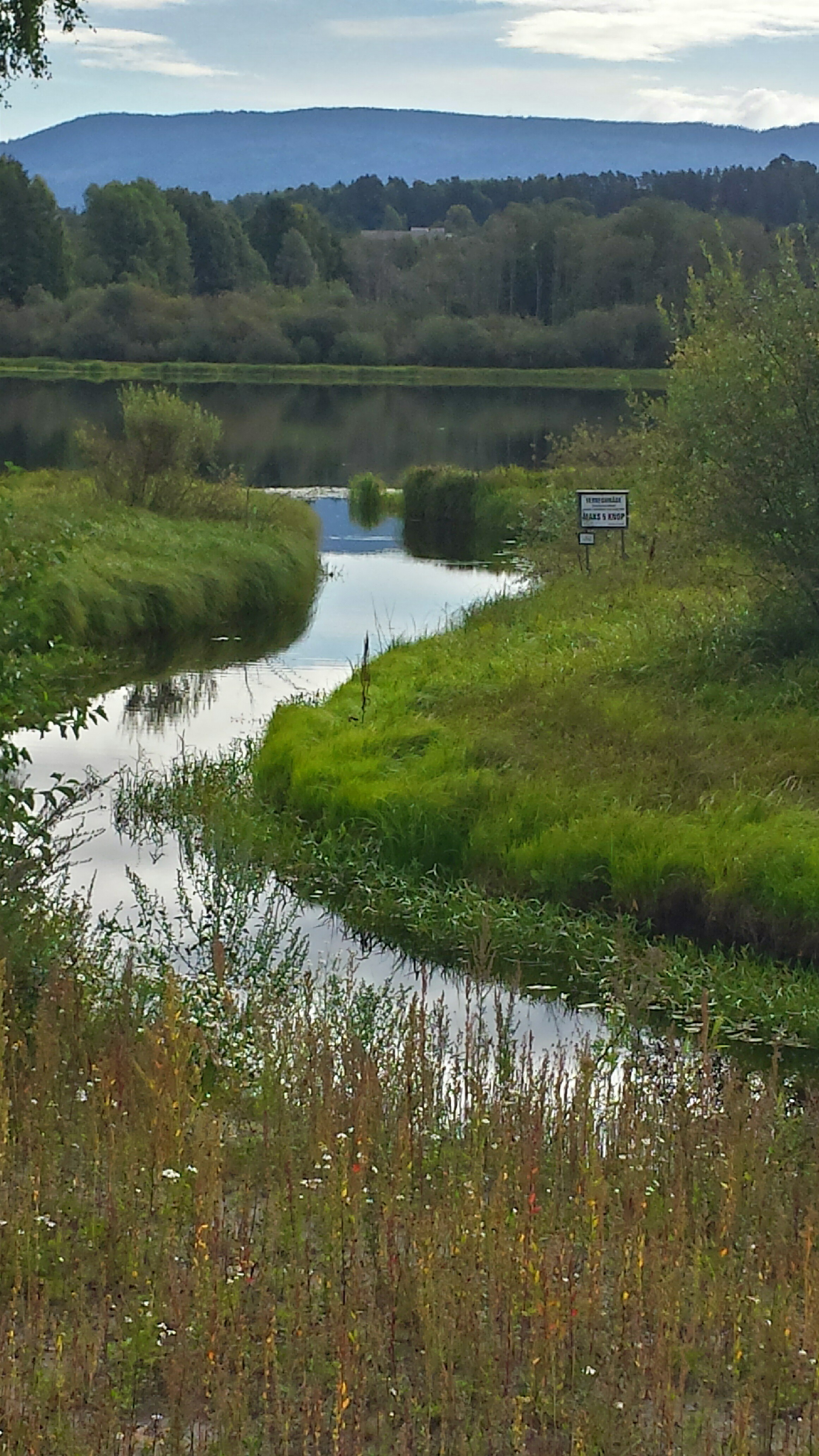
Canal reliant Juveren à Storelva